# Фарни
Фарни (нем. Fahrni) — коммуна в Швейцарии, в кантоне Берн. 
Входит в состав округа Тун. Население составляет 731 человек (на 31 декабря 2006 года). Официальный код — 925.